# Analema de Vitrubio

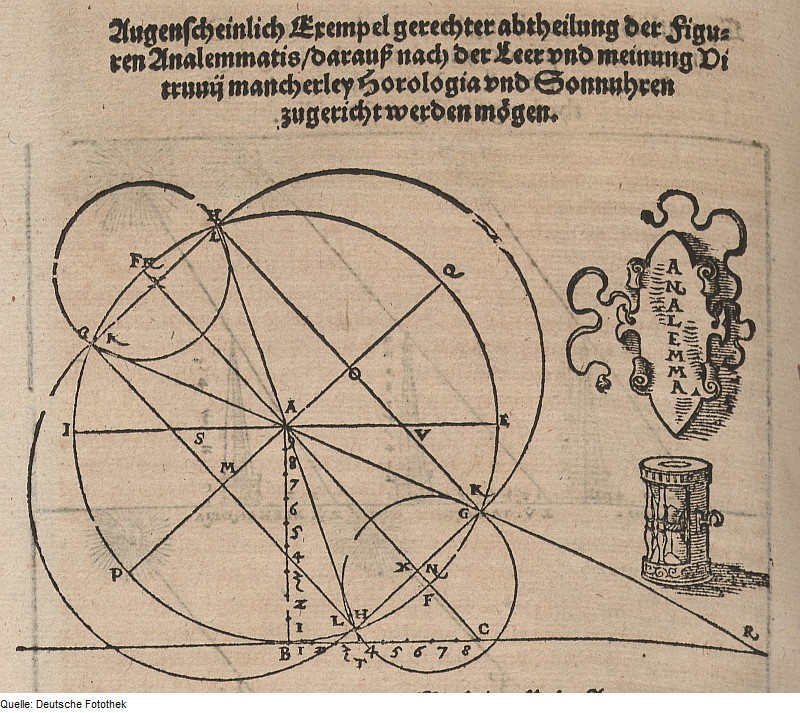
Representación del Analema de Vitrubio.

El Analema es un procedimiento geométrico para el trazado de las líneas horarias y de las curvas de insolación diurna de los relojes solares. Técnicamente es un procedimiento para realizar una proyección gnomónica de los círculos mayores y menores de la esfera celeste. El nombre de este procedimiento geométrico se debe a la primera referencia escrita que se detalla en el libro IX del arquitecto romano del siglo I: Marco Vitruvio Polión, denominado Diez Libros de Arquitectura. En este libro se describe su trazado mediante el empleo de regla y compás en el diseño de relojes horizontales con horas temporarias. El método consiste en abatimiento de los círculos notables hasta el plano del meridiano hasta lograr la representación que se desea del reloj. El procedimiento no fue completamente demostrado hasta que en el siglo XVII el matemático alemán Clavius lo traza completamente con demostraciones geométricas en todos sus pasos.

## Historia
El diseño de relojes solares de carácter monumental se estableció como norma en la antigua Roma. Muchos de ellos eran trazados por matemáticos y arquitectos para el uso civil de la sociedad de la época. El trazado de estos relojes se realizaba mediante un procedimiento que Vitrubio denomina como analema en su libro IX. Hasta nuestros días llega sólo la descripción del procedimiento, siendo dibujados los trazos muchos siglos después. El término analemma aparece en ocho ocasiones en toda la obra; de ellas, cinco veces lo hace en genitivo singular (ésta es una de ellas), dos en genitivo plural y una en nominativo singular. En los ocho casos se trata de pasajes pertenecientes al libro IX. De la traducción y revisión que nos ha quedado de Giovanni Giocondo se tiene que la primera descripción es:

Cum hoc analemma ita sit descriptum et explicatum, siue per hibernas lineas, siue [aequinoctialis radius ubi erit littera E sed deducendum ad eum locum quo secat circinationem] per aestiuas, siue per aequinoctiales aut etiam per menstruas, in subuectionibus rationes horarum erunt ex analemmatos describendas, subiciunturque in eo multae uarietates et genera horologiorum, et describuntur rationibus his artificiosis.

El procedimiento se emplea posteriormente en la gnomónica árabe y musulmana de los siglos IX y XII, siendo transformada al empleo de tablas trigonométricas. En el renacimiento el procedimiento de Vitrubio regresa a Europa y se encuentra descrito en los tratados de gnomónica de la época. El procedimiento que se denomina analema en el libro de Vitrubio se copia, incluso con errores que se propagan a lo largo de los años. Uno de los más conocidos es el denominado error de oreonteo debido a una mala interpretación en la transcripción que hizo inicialmente Oronteo de Finaceus y que posteriormente, debido a la falta de crítica se fue pasando de copia en copia, hasta que el astrónomo alemán Christopher Clavius realiza una demostración intensiva del procedimiento.

## Descripción
El método es básicamente la realización de una proyección ortográfica de diversos círculos celestes sobre el plano del meridiano del lugar (es decir se realiza a una latitud geográfica dada). Con el método se trazan las líneas horarias de las horas temporarias (consideradas hasta el siglo XX como sectores de círculos máximos en la esfera celeste) y, al menos, tres curvas cónicas correspondientes a los de los solsticios de verano e invierno (trópicos de cáncer y capricornio, respectivamente) y el de los equinoccios de primavera y otoño (ecuador celeste).

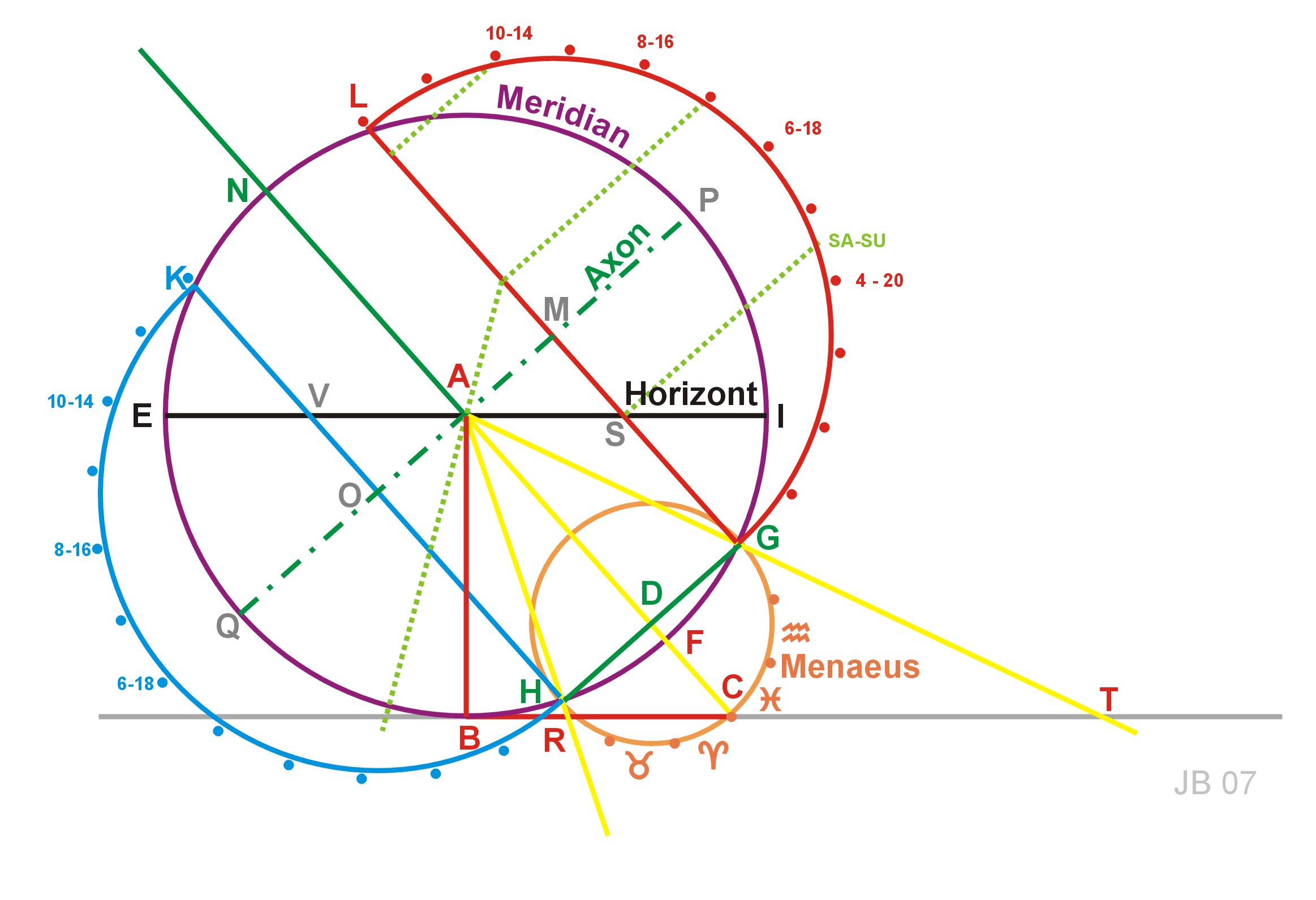
Trazado del analema de Vitrubio.
La parte amarilla indica las sombras del mediodía en el solsticio de verano, del equinoccio y del solsticio de invierno (se traza mediante el círculo menelao debido a Menelao de Alejandría), la circunferencia roja supone ser el abatimiento del arco diurno del solsticio de invierno y el azul corresponde al del solsticio de verano.

## Usos
El analema de Vitrubio se ha venido empleando desde muy antiguo como una forma de trazado de las curvas horarias temporias, así como de las hipérbolas correspondientes a la proyección gnomónica de la trayectoria diurna del sol. Es decir que ser capaz de trazar el analema, era equivalente a afirmar poseer los conocimientos secretos de la gnomónica. El analema fue evolucionando, y tuvo su aplicación posterior en el siglo XVI en el diseño y construcción de las grandes meridianas solares. 